# Paracheirodon innesi

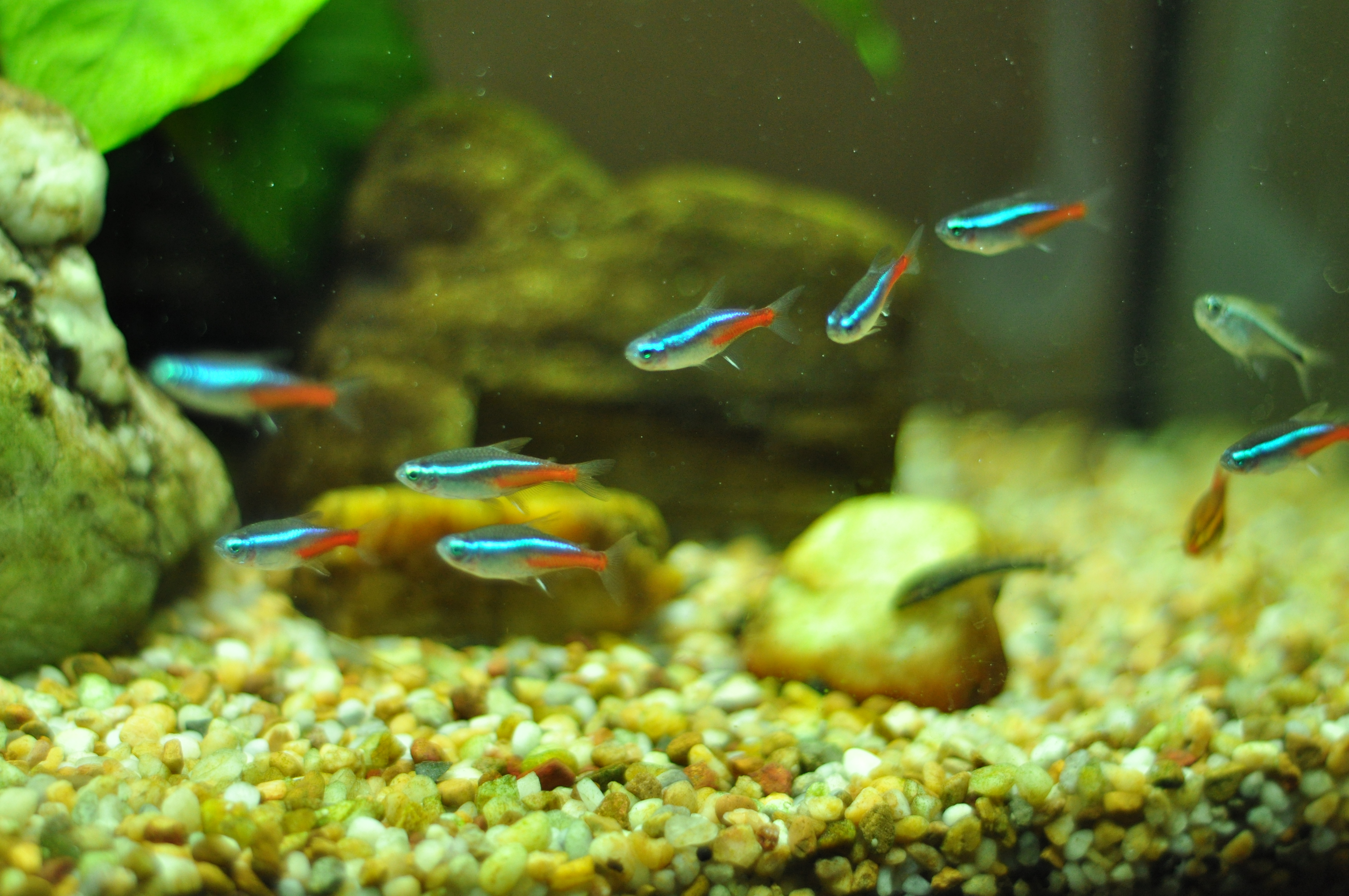
Gruppo di P. innesi in acquario

Il neon [Paracheirodon innesi (Myers, 1936)] è un pesce d'acqua dolce appartenente alla famiglia Characidae.

## Distribuzione e habitat
Il neon è originario dell'Amazzonia, dove abita il bacino idrografico del fiume Solimões, frequentando acque torbide e calme.

## Descrizione
Presenta un corpo corto, compresso ai fianchi, il dorso leggermente incurvato, il ventre arrotondato. La pinna caudale è trasparente, come tutte le altre pinne, e biforcuta. La livrea è molto appariscente: il dorso è grigio, composto da fittissimi e minuti puntini scuri; dall'occhio parte una fascia orizzontale azzurro elettrico con riflessi metallici che termina al peduncolo caudale. La gola è grigia, il ventre bianco argenteo e rosso vivo, con una macchia che si allunga fino alla pinna caudale. I colori accesi sono impiegati per mantenere il contatto visivo con gli altri pesci del banco, soprattutto nelle acque fangose o ricche di tannini. La lunghezza massima registrata in natura è di 2,2 cm, mentre in acquario (dove può vivere molto più a lungo) gli esemplari possono giungere anche a 5 cm.

## Biologia

### Comportamento
Gregario, in natura nuota sempre in banchi numerosi. 
In cattività sarebbe sempre meglio allevarlo in gruppi da cinque individui in su. Inoltre necessita spazio per nuotare e folta vegetazione per nascondersi.

### Alimentazione
È una specie onnivora dalla dieta molto varia, che comprende piante, insetti, vermi e piccoli crostacei.

### Riproduzione
È oviparo e la fecondazione è esterna. Non ci sono cure verso le uova, che si schiudono in circa un giorno.

## Acquariofilia
Fu importato per la prima volta in Europa nel 1936; inizialmente gli esemplari importati erano molto delicati e non facili da allevare. Oggi invece quasi tutti gli esemplari presenti in commercio provengono da allevamenti del sud est asiatico, in particolare da Hong Kong ed è considerato un hardy fish. Grazie ai suoi colori, alla sua robustezza e vivacità, il neon è uno dei pesci d'acquario più diffusi, anche se non si riproduce molto facilmente.